# سام اومن
سام اومن (هلندی: Sam Oomen؛ زادهٔ ۱۵ اوت ۱۹۹۵) دوچرخه‌سوار اهل هلند است.
از باشگاه‌هایی که در آن رکاب زده‌است می‌توان به تیم سانوب و تیم دوچرخه‌سواری رابوبانک دولوپمنت اشاره کرد.